# Социальный бандитизм

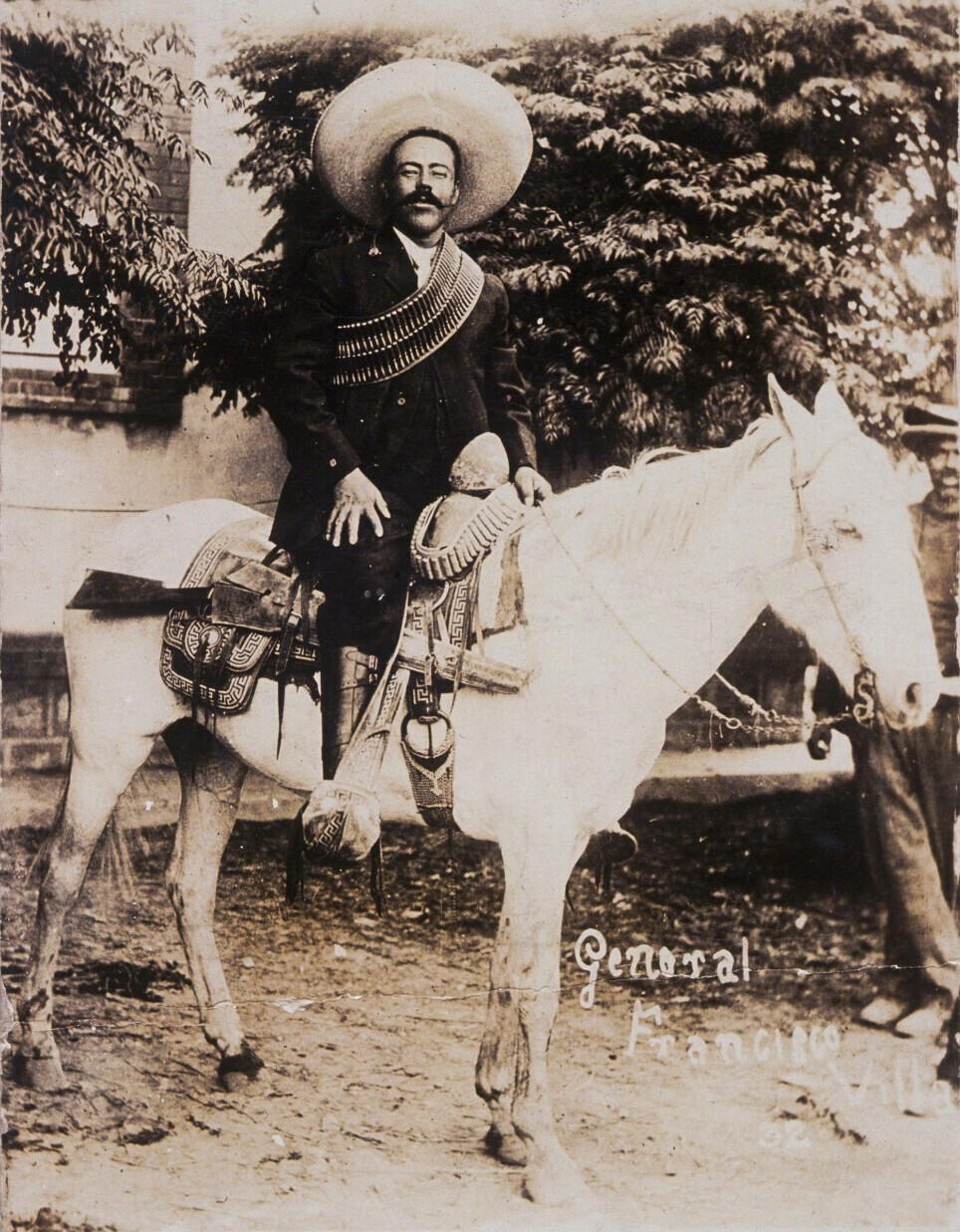
Панчо Вилья, мексиканский «социальный бандит», ставший революционером

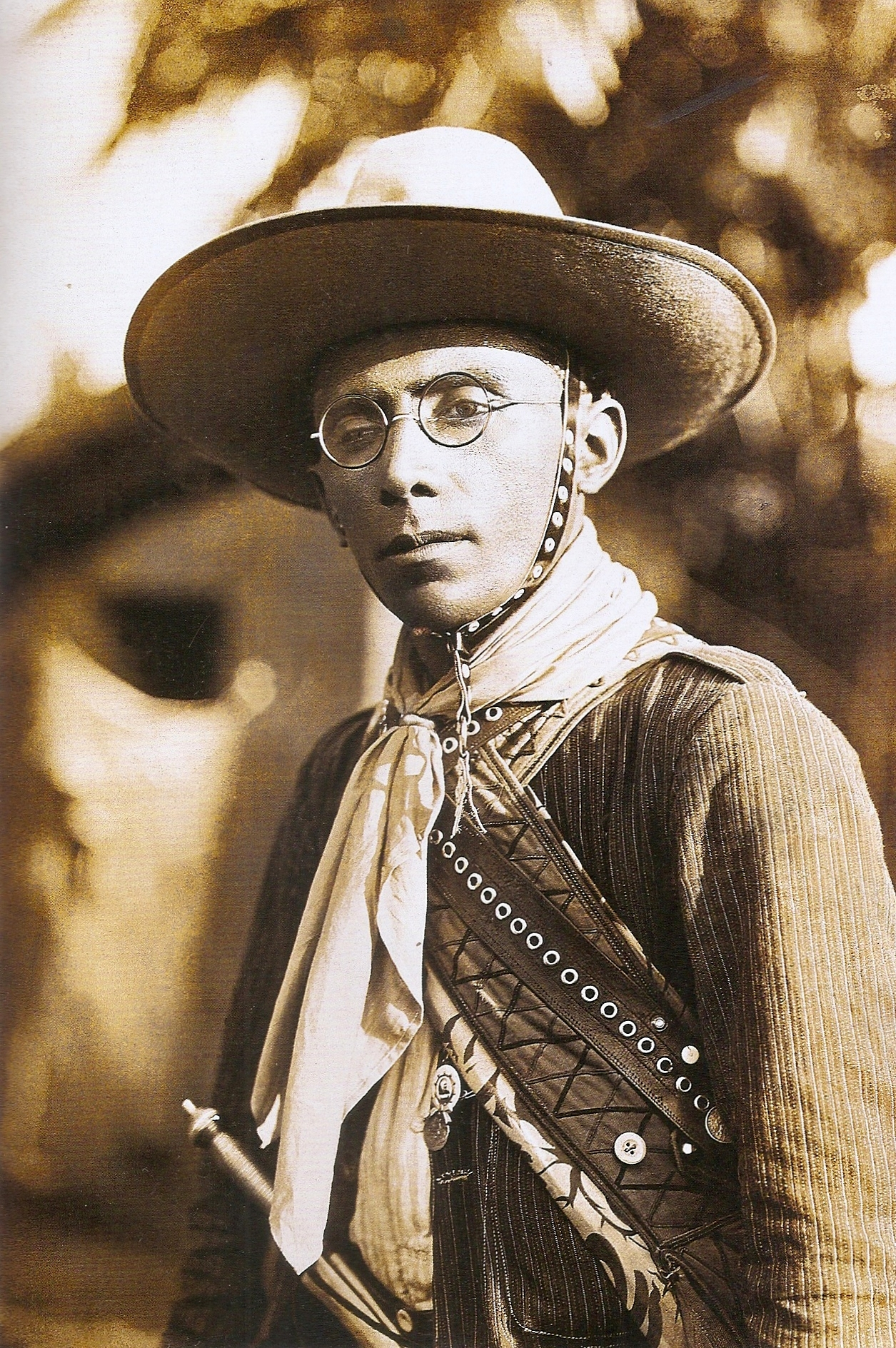
Лампиао (Виргулино Феррейра да Силва), бразильский разбойник, которого тоже называют «социальным бандитом», хотя и не все историки с этим согласны

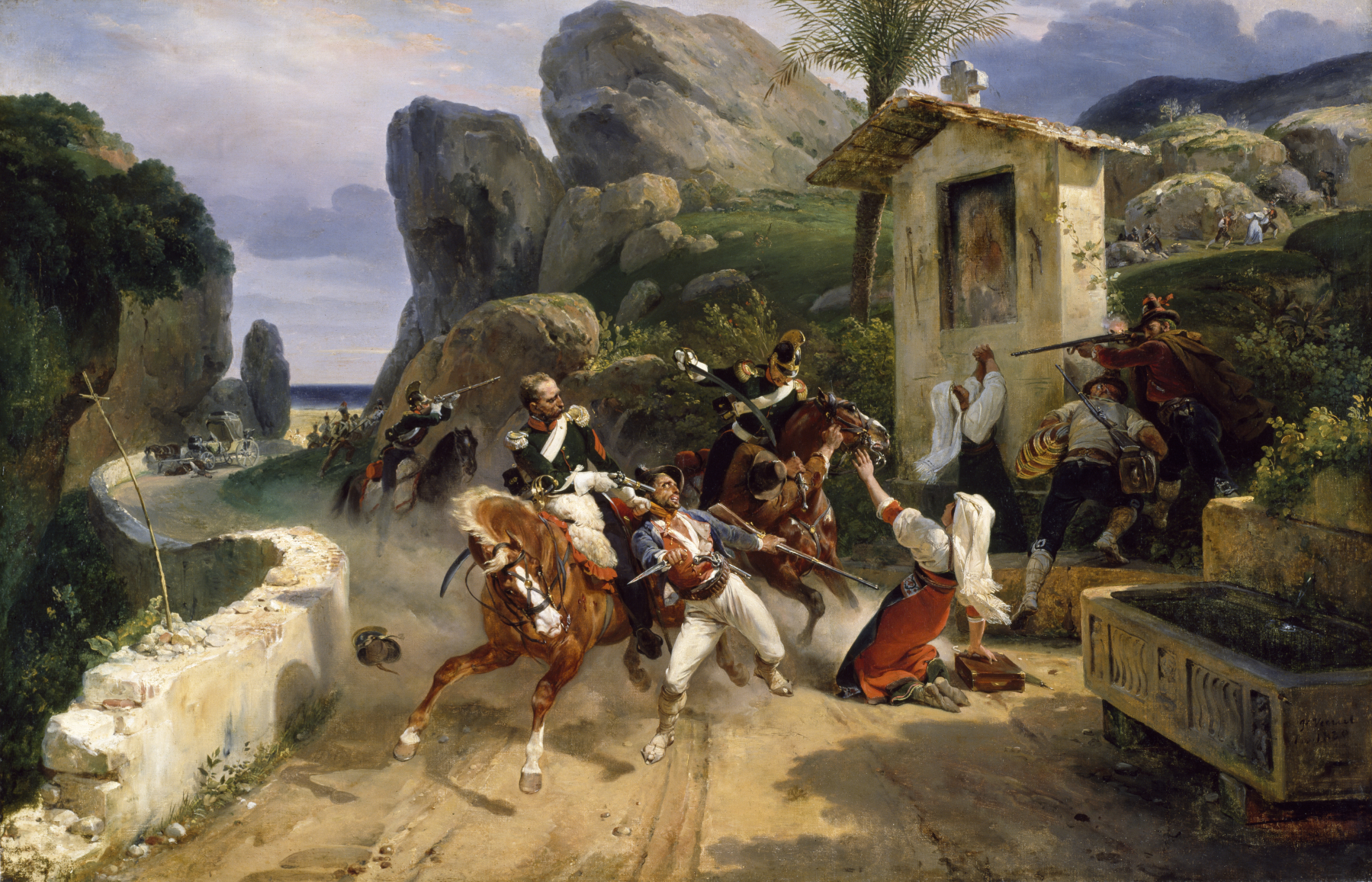
Стычка разбойников, грабивших карету, с кавалеристами Папской области, картина Ораса Верне, 1831 год

Социальный бандитизм (англ. Social banditry) — концепция, изложенная британским историком Эриком Хобсбаумом в его книге Bandits («Бандиты») (издана в 1969 году, русский перевод 2020 года).

## Описание
Понятие «социальный бандит» Хобсбаум придумал еще в начале 1950-х годов, изучая европейских разбойников, которые воспринимались в народе как вершители справедливости и борцы с неравенством. Затем он понял, что это это далеко не только европейское явление (самую давнюю традицию социального бандитизма Хобсбаум обнаружил в Китае).
Об этом Хобсбаум писал в эссе, открывавшем первую из его книг: «Примитивные мятежники» (Primitive Rebels, 1959), которая была посвящена архаическим формам социальных движений. Далее Хобсбаум продолжил исследование социального бандитизма главным образом в Латинской Америке, результатом чего в 1969 году и стало издание книги «Бандиты». Второе и третье издания этой книги (1971 и 1981) были исправлены и дополнены новым материалом, а четвертое издание, с которого и был сделан русский перевод, было опубликовано уже в 2000 году.
Хобсбаум писал: «Суть социального бандита как явления в том, что он — крестьянин вне закона, преступник в глазах феодала-землевладельца и государства. Но он находится внутри крестьянского общества, которое расценивает его как героя, защитника, мстителя и борца за справедливость, даже порой как лидера освободительного движения, во всяком случае как объект восхищения, помощи и поддержки».
Золотым веком таких «социальных бандитов» в Европе Хобсбаум называет XVIII век, когда прославились такие «благородные разбойники», как Яношик (Словакия), Диего Коррьентес (Андалусия), Мандрен (Франция), Роб Рой (Шотландия). Широкую известность им обеспечила прежде всего наступившая уже в начале XIX века эпоха романтизма с ее интересом к народной культуре.
Такие «социальные бандиты» обычно были молодыми людьми. Так, Хобсбаум пишет, что «подавляющее большинство» бандитов-новобранцев в Китае были юношами, потому что «краткий период до того, как они примут на себя тяготы брака и семейной жизни, был для них временем наибольшей свободы, равной которой у них никогда не было и уже не будет». Когда разбойнику исполнялось тридцать лет (если он доживал до этого возраста), он обычно был вынужден прекращать заниматься разбоями и где-то оседать. 
Многие разбойники ранее были не земледельцами, а пастухами, гуртовщиками, возчиками (они не были всегда на виду у своих деревенских соседей, как земледельцы), а также солдатами-дезертирами. Особенно много разбойников было в горных местностях, где они могли легче скрываться. 

Посмотрим, например, как делаются разбойниками в Корсике.
Начинают с того, что делаются бандитами. Бандитство там всеми, даже властями, — признанный образ жизни, никого не лишающий уважения. Корсиканец, отомстив за себя, уходит, чтобы ускользнуть от жандармов, в дебри гор, с ружьем на перевязи, один или сопровождаемый родственниками, и его жизнь проходит с этих пор в блужданиях по пустыне. Он терпит голод и холод, спит тревожно и под открытым небом или в пещере. Но «пока он не сделался грабителем, бандит сохраняет к себе все симпатии», — говорит Paul Bourde. Но зачастую он им делается. Нужно же есть и пить в этих бесплодных местах: начинают с вымогательства у путешественников, чтобы достать на прожитие; кончают вымогательством, чтобы разбогатеть...
...Какой-нибудь крестьянин, третируемый свысока управляющим его соседа, крупного собственника, не может противиться искушению совершить маленький подвиг, чтобы заслужить отношение, требуемое его гордостью, неизмеримою гордостью, характерной для этих островитян. Его честолюбие состоит в том, чтобы сделаться capo-banda (главой шайки) и ужасом для тех, кто его презирал. 
— Г. Тард, Преступник и преступление, 1906 год
С началом промышленной революции в конце XVIII века «социальный бандитизм» начал исчезать. Это было связано с тем, что улучшение дорог, появление телеграфа, появление профессиональной полиции в сельской местности позволило государствам успешно бороться с разбойниками. Так, Хобсбаум пишет про Российскую империю: «Например, в царской России, где разбой носил эндемический или эпидемический характер на большей части страны вплоть до середины XVIII века, к концу его практически исчез из городских окрестностей, а к середине XIX века — в общем и целом отступил в беспокойные и незамиренные районы, в частности населенные национальными меньшинствами. Отмена крепостного права в 1861 году обозначила конец долгой череде правительственных указов, направленных против бандитизма: последний, судя по всему, был издан в 1864 году».
Долго «социальный бандитизм» сохранялся в слаборазвитых государствах или слаборазвитых регионах государств (Южная Италия, Балканы, Латинская Америка). Но и там модернизация общества в конце концов позволила его искоренить.